# Wolfgang Voigt
Wolfgang Voigt (Keulen, 1961) is een Duitse producer die zich met een breed scala aan elektronische muziekgenres bezig houdt en daarin uitzonderlijk productief is. Daarbij is hij onder een groot aantal namen actief. Zijn bekendste project is GAS, waarmee hij albums met atmosferische ambient maakt. Voigt is tevens een van de eigenaren van het Kompakt-label. Voigt heeft een grote voorliefde voor de Duitse tradities en voor bossen en verwerkt deze geregeld in zijn muziek. Ook gebruikt hij geregeld geluiden van diverse echte instrumenten in zijn muziek.

## Biografie
Voigt brengt zijn eerste Release uit als Love Inc. In 1991 verschijnt onder die naam Do You Feel Love. Op de achtergrond werkt ook Jörg Burger mee aan de track. Burger zal een belangrijke rol spelen in de beginjaren. Ook werken de twee geregeld met producers Ingmar Koch en Andreas Bolz samen onder diverse projectnamen. Samen produceren ze de albums Hypnobasia en Music For Stock Exchange. In de vroege jaren negentig brengt hij vooral techno en acid house uit. In 1993 opent hij een platenzaak in Keulen. Het is een filiaal van Delirium, een succesvolle zaak uit Frankfurt am Main. Voor Love Inc. verschijnt in 1996 het album Life's A Gas. Daarop niet de bekende technosound maar meer een verzameling van klanken, waarop ook T. Rex, Hot Chocolate en Roxy Music worden gesampled. Dat jaar start hij ook het project GAS. Hiermee combineert hij minimal techno, ambient en invloeden uit de klassieke muziek. Het debuutalbum Gas (1996) is een lang uitgesponnen symfonie van zweverige elektronica. Karakteristiek daarbij zijn de aanwezigheid van technobeats, al maken die de muziek niet dansbaar. Opvolger Zauberberg is thematisch gebaseerd op de roman De Toverberg van Thomas Mann, en volgt muzikaal dezelfde lijn. Opvolger Königsforst (1999) verwijst naar het bos ten oosten van Keulen waar, Wolfgang, die ADHD heeft, in zijn tienerjaren graag kwam voor de rust en LSD gebruikte. Een jaar later verschijnt nog Pop (2000).
Intussen is de platenzaak omgevormd tot het Kompakt-label. Na 2000 produceert Voigt lange tijd weinig nieuwe muziek omdat hij zijn tijd nodig heeft om het label verder uit te bouwen. Die stilte duurt tot 2008 wanneer hij GAS weer nieuw leven inblaast met een titelloos album onder zijn eigen naam. Een expertimenteel uitstapje is Freiland Klaviermusik (2010), waarbij hij stuwende techno combineert met pianoklanken. In 2010 start Voigt het project Rückverzauberung. Het is een ambient-project dat steeds op verschillende labels verschijnt. Van het project verschijnen tussen 2010 en 2015 maarliefst tien albums. Het tiende deel wordt gemaakt ter ere van de opening van het Nationaal Park Hunsrück-Hochwald In 2015 wordt ook een livealbum uitgebracht van een concert in Londen. Een ander project is Kafkatrax, waarop hij teksten van Franz Kafka verknipt en in de muziek verwerkt. Hij werkt ook weer eens samen met Jörg Burger op het project Mohn, waarvan in 2012 een titelloos album verschijnt. Met zijn broer Reinhard begint hij het project Voigt & Voigt waarmee een zeer experimentele mix van techno en samples van diverse muziekinstrumenten. Voor het twintig jarig bestaan van Kompakt maakt hij Zukunft Ohne Menschen (2013), waarop hij de brug met het geluid van Kraftwerk weet te vinden. Tussentijds brengt hij zo nu en dan ook dansvloermuziek uit onder een van zijn vele pseunoniemen In 2017 is het weer tijd voor GAS, en verschijnt Narkopop (2017) en een jaar later Rausch (2018). In 2020 verschijnt er een tweede deel van Freiland Klaviermusik. Daarnaast begint hij een vergelijkbaar project met een Tuba. Hiervan worden onder de namen Tubass en Umbau. Ook worden er weer twee albums van Voigt & Voigt  afgeleverd.

## Discografie
- The Bionaut, Mike Ink (met Jörg Burger) - Hypnobasia (1993)
- Ethik (met Jörg Burger) - Music For Stock Exchange (1993)
- Mike Ink - Acid Symphony (1994)
- Love Inc. - Life's A Gas (1996)
- Burger / Ink (met Jörg Burger) Las Vegas (1996)
- GAS - Gas (1996)
- GAS - Zauberberg (1997)
- Studio 1 - Studio 1 (1997)
- M:I:5 - Maßstab 1:5 (1997)
- GAS - Königsforst (1999)
- GAS - Pop (2000)
- Gas (2008)
- Freiland Klaviermusik (2010)
- Kafkatrax (2011)
- Rückverzauberung 1 (2010)
- Rückverzauberung 2 (2011)
- Rückverzauberung 3 (2011)
- Rückverzauberung 4 (2011)
- Rückverzauberung 5 (2012)
- Rückverzauberung 6 (2012)
- Sog - For The Love Of God (2012)
- Mohn (met Jörg Burger) Mohn (2012)
- Voigt & Voigt (met Reinhard Voigt) Die Zauberhafte Welt Der Anderen (2012)
- Zukunft Ohne Menschen (2013)
- Rückverzauberung 7 (2013)
- Rückverzauberung 8 (2014)
- Rückverzauberung 9 (2014)
- Rückverzauberung 10: Nationalpark (2015)
- Rückverzauberung Live In London (2015)
- GAS - Narkopop (2017)
- GAS - Rausch (2018)
- Doppel - Enzo (2019)
- Freiland Klaviermusik 2 (2020)
- Sog - For The Love Of God (Die Zweite Welle) (2020)
- Voigt & Voigt (met Reinhard Voigt) Mülheim Deluxe 1 (2020)
- Voigt & Voigt (met Reinhard Voigt) Speicher Digital Edition 1 (2020)

- Gemeinsame Normdatei: 13496800X
- International Standard Name Identifier: 0000 0003 6838 6627
- Library of Congress Control Number: n2015056251
- MusicBrainz: cc66f13f-731f-4ea7-874e-803dacd977d4
- Virtual International Authority File: 79885065
- WorldCat: E39PBJxxh8WxwkWC9dWVBY9VYP